# Radioizotop sintetic
Un radioizotop sintetic este un izotop radioactiv (radioizotop) care nu este întâlnit în natură, deoarece niciun proces natural nu-l poate crea. De aceea, radioizotopii sintetici sunt creați prin intermediul reacțiilor nucleare.